# 大路町

左京区の位置

大路町（おおじまち）は、京都府京都市左京区にかつて存在した地名。

## 概要
東大路町、西大路町、北大路町、南大路町、吉田中大路町、下大路町という広い方角を持つ大路町がある。
通り道の名前に、西大路通、大和大路通、東大路通がある。
前述の様に東西南北の方角などが付く大路町ができたために、単に「大路町」という地名は廃止された。